# Diogo de Vasconcelos
Diogo de Vasconcelos – miasto i gmina w Brazylii, w stanie Minas Gerais. Znajduje się w mezoregionie Metropolitana de Belo Horizonte i mikroregionie Ouro Preto.